# Tumbesdvärgspett
Tumbesdvärgspett (Picumnus sclateri) är en fågel i familjen hackspettar inom ordningen hackspettartade fåglar.

## Utseende
Tumbesdvärgspetten är en mycket liten och kortstjärtad hackspett med en kort mejselformad näbb. I sitt utbredningsområde är den distinkt. Kraftigt svartvitbandad undersida skiljer den från olivryggig dvärgspett som har enfärgat bröst.

## Utbredning och systematik
Tumbesdvärgspett förekommer i västra Ecuador och nordvästra Peru. Den delas in i tre underarter med följande utbredning:
- Picumnus sclateri parvistriatus – förekommer i västra Ecuador (Manabí till Guayas)
- Picumnus sclateri sclateri – förekommer i sydvästra Ecuador (El Oro, Loja) och nordvästligaste Peru
- Picumnus sclateri porcullae – förekommer i nordvästra Peru (centrala Piura till norra Lambayeque)

## Levnadssätt
Tumbesdvärgspetten hittas i lövskogar och buskmarker, i torrare områden än olivryggig dvärgspett. Den födosöker genom att klänga på grenar och klängväxter på låg till medelhög höjd, vanligen enstaka eller i par.

## Status och hot
Arten har ett stort utbredningsområde, men tros minska i antal, dock inte tillräckligt kraftigt för att den ska betraktas som hotad. Internationella naturvårdsunionen IUCN listar arten som livskraftig (LC).

## Namn
Fågelns vetenskapliga artnamn hedrar den engelske zoologen Philip Sclater (1829-1913).